# David Farmer
David Farmer (* 3. März 1966 in Philadelphia) ist ein ehemaliger US-amerikanischer Radrennfahrer.

## Sportliche Laufbahn
An der Internationalen Friedensfahrt nahm er 1987 teil, als die USA zum zweiten Mal bei der Rundfahrt mit einer Nationalmannschaft an den Start gingen. Er beendete die Tour als 44. des Gesamtklassements. 1983 gewann er bei den UCI-Straßen-Weltmeisterschaften der Junioren die Bronzemedaille im Mannschaftszeitfahren (unter anderem mit Roy Knickman). 1984 holte er mit Peter Howard, Tony Palmer und Tom Hinz die Silbermedaille bei den Junioren-Weltmeisterschaften. 
1989 wurde er Berufsfahrer. 1989 konnte er eine Etappe der Kanada-Rundfahrt für sich entscheiden.